# اچ‌ام‌اس گلاستر (دی۹۶)
اچ‌ام‌اس گلاستر (دی۹۶) (به انگلیسی: HMS Gloucester (D96)) یک کشتی بود که طول آن ۱۴۱ متر (۴۶۳ فوت) بود. این کشتی در سال ۱۹۸۲ ساخته شد.